# Förbättringskunskap
Förbättringskunskap är en översättning av W.E. Demings engelska "Profound Knowledge of Improvement" och omfattar kunskaper som systemförståelse, metoder att mäta resultat och analysera variation, förändringspsykologi, ledarskap och lärandestyrt förändringsarbete. 
Begreppet är nära besläktat med kvalitetsutveckling och kvalitetsteknik som i första hands används inom industri och produktion. Begreppet förbättringskunskap däremot används i Sverige främst inom vården. Socialstyrelsen har i sin skrift "God vård - om ledningssystem för kvalitet och patientsäkerhet i hälso- och sjukvården" presenterat riktlinjer för hur förbättringskunskap kan tillämpas i svensk hälso- och sjukvård.